# Grotta di Denisova

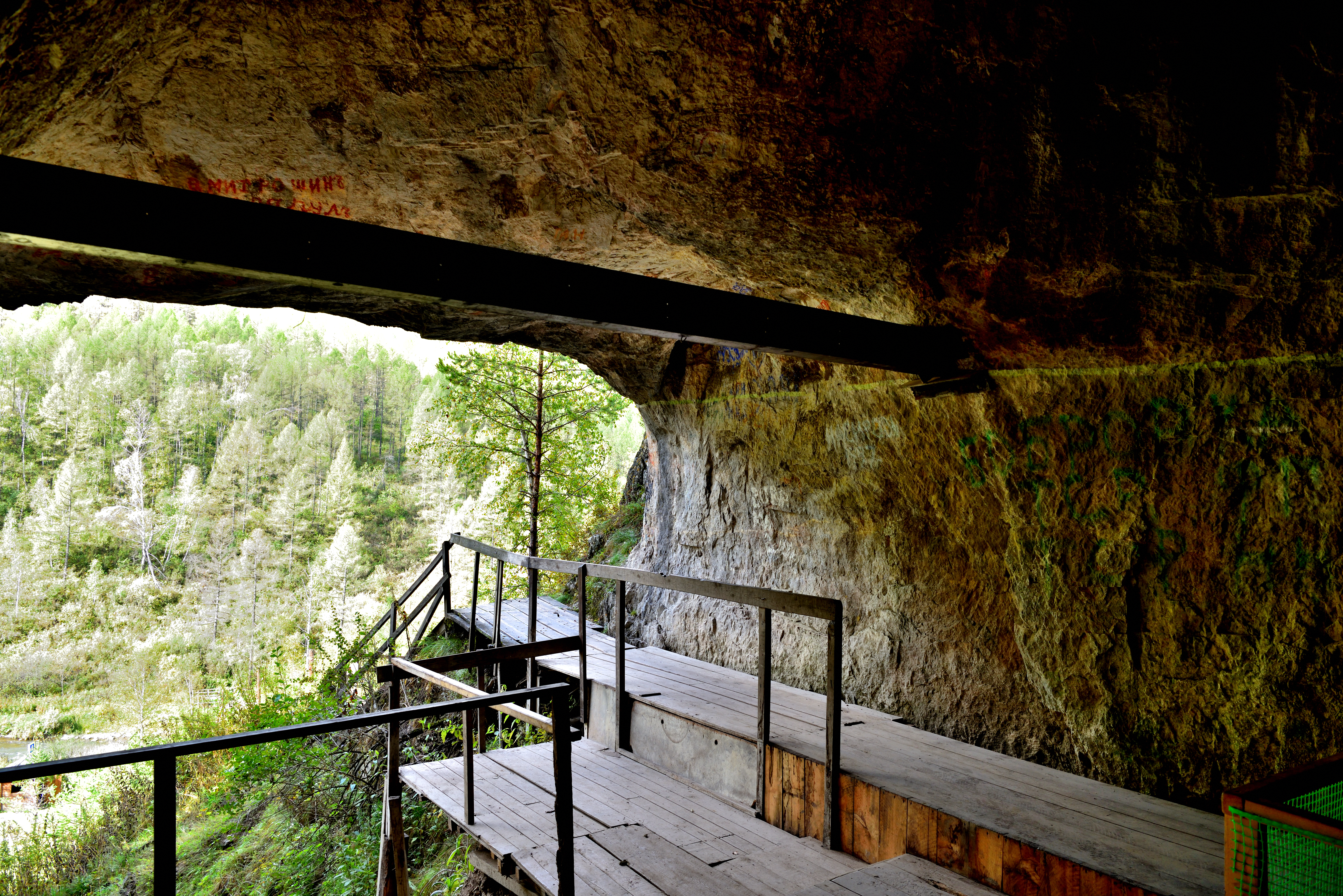
Interno della grotta

La grotta di Denisova è un sito archeologico che si trova in una grotta sui Monti Altaj, nella Siberia russa, nota per essere il luogo dove sono stati ritrovati i resti fossili di una nuova specie di ominidi, Homo di Denisova, cui ha dato il nome.

## Localizzazione
Il sito si trova sul lato destro della valle del fiume Anuj 6 km a valle del villaggio di Cherny Anuy, 1,8 km a valle del suo affluente sinistro, il fiume Karakol e 40 km a monte del centro del distretto Soloneshnoye del territorio dell'Altaj. 15 km a valle di Anuy, dalla grotta di Denisovskaya, c'è il sito paleolitico antico di Karama. L'altezza sul livello del mare della grotta di Denisova è di 670, al di sopra del livello attuale del fiume (28 metri). L'ingresso alla grotta è esposto alle zone sud-occidentali e occidentali dalla base del monte Sosnovaya (Babki) come parte della cresta Anuysky. 

## Descrizione
La grotta è di tipo orizzontale, con un ampio ingresso, situata vicino all'acqua, e per molti millenni è stata un rifugio affidabile per persone e animali, ed è facilmente accessibile per una persona che non abbia una formazione speleologica o alpinistica speciale, cosa che contribuisce alla sua grande popolarità tra i turisti.
La grotta presenta tre ambienti principali, la Camera principale, la camera orientale e la camera meridionale, dove sono state ritrovate evidenze archeologiche che vanno dal pleistocene medio all'olocene.
La superficie della grotta è di 270 metri quadrati, e la lunghezza pari a 110 metri. Di grande interesse per gli archeologi è il pre ingresso alla la grotta, ovale, con una dimensione media di 32 × 7 m, ha un'esposizione sudoccidentale. La larghezza e l'altezza aumentano con la distanza dall'ingresso e nella sua parte più ampia oscillano tra 10 e 11 metri. La grotta ha diverse diramazioni, due delle quali sono una continuazione diretta della stessa. Nella parte superiore della grotta c'è un foro passante con un diametro di poco più di 1 metro. Grazie a questo, la parte centrale, più ampia e comoda della grotta è illuminata. Questo foro offre anche un eccellente tiraggio del fumo in inverno. La grotta rimane asciutta durante tutto l'anno, sebbene la temperatura dell'aria sia vicina a quella dell'esterno ed è sempre stata un buon rifugio naturale per uomini e animali, proteggendoli da vento e pioggia.

## Ritrovamenti
Nella grotta sono stati trovati diversi resti fossili, riferibili all'Homo di Denisova e ai Neanderthal. Sono riferibili all'Homo di Denisova i resti di un distale del mignolo, classificato come Denisova 3, tre molari, Denisova 2, Denisova 4 e Denisova 8, un fossile di osso lungo, Denisova 11, e un frammento di osso parietale dalla parte posteriore del cranio, Denisova 13, mentre sono riferibili ai Neanderthal i fossili classificati cone Denisova 5, un osso della falange di un dito, Denisova 9 e Denisova 15.
Di particolare interesse è il frammento osseo fossile di un giovane esemplare di ominide, classificato come Denisova 11, che presenta tracce di DNA Neadertaliano e Denisovano, riferibili ai genitori di due specie diverse.
Sulla base di analisi stratigrafiche e datazioni al radiocarbonio, si è determinato che il molare Denisova 4 è più antico del molare Denisova 8, a sua volta più antico di almeno 50.00 anni del fossile del mignolo Denisova 3, dimostrando così la presenza dei Denisoviani in questo sito per un lungo periodo di tempo.
Uno studio sulla sequenza stratigrafica dei depositi e dei resti a questi associati del 2019, ha determinato che la grotta è stata frequentata dai due gruppi di ominidi, durante un periodo che va da 300.000 a 20.000 anni fa.